# Сфагнум торочкуватий
Сфагнум торочкуватий (Sphagnum fimbriatum) — вид мохів порядку торфовикальних (Sphagnales).

## Поширення
Батьківщиною є Європа, Північна Америка, Південна Америка, Азія.

## Характеристика
Типовий сфагнум. Весь зелений. Кінцеву бруньку головки легко побачити, а гілки дуже вузькі та довгі. Стеблові листки дуже корисні для ідентифікації, оскільки вони ширші, ніж довгі, і утворюють міцний комір навколо стебла. Коробочки мають коричневий колір і виглядають як маленькі оливки, якщо дивитися зверху.